# Archilochus
Archilochus Reichenbach, 1854 è un genere di uccelli della famiglia Trochilidae.

## Tassonomia
Comprende due sole specie:
- Archilochus colubris  (Linnaeus, 1758) - colibrì golarubino
- Archilochus alexandri  (Bourcier & Mulsant, 1846) - colibrì golanera